# Nasa raimondii
Nasa raimondii är en brännreveväxtart som först beskrevs av Paul Carpenter Standley och F.A. Barkley, och fick sitt nu gällande namn av Weigend. Nasa raimondii ingår i släktet färgkronor, och familjen brännreveväxter. Inga underarter finns listade i Catalogue of Life.